# Le Transport de A. H.
Le Transport de A. H. (titre original en anglais : The Portage to San Cristobal of A.H.) est un roman court de George Steiner paru en 1981. 

## Présentation
Cette œuvre de fiction, proche du conte philosophique, mettait en scène un groupe de chasseurs de nazis dirigé par Emmanuel Lieber, un survivant de la Shoah, qui a retrouvé la trace d'Adolf Hitler une trentaine d'années après la fin de la Seconde Guerre mondiale. George Steiner imagina qu'Hitler n'avait pas péri à Berlin en 1945 comme on le crut : il se réfugia alors en Amérique et vécut dans la jungle amazonienne, jusqu'à l'âge de 90 ans. Le commando d'Emmanuel Lieber entreprit alors de le ramener dans le monde civilisé, afin qu'il y fut jugé.
Le livre fut publié au Royaume-Uni en 1981 chez Faber and Faber, puis aux États-Unis en 1982 chez Simon & Schuster. Le dramaturge britannique Christopher Hampton en a donné une adaptation théâtrale à Londres en 1982.

## Traduction française
- Le Transport de A. H., Julliard/L'Âge d'Homme, 1981, traduit par Christine de Montauzon. Rééd. : LGF, 1991 (Le Livre de poche. Biblio, no 3167)